# Долганка
Долга́нка (рос. Долганка) — село у складі Крутіхинського району Алтайського краю, Росія. Адміністративний центр та єдиний населений пункт Долганської сільської ради.

## Населення
Населення — 1472 особи (2010; 1779 у 2002).
Національний склад (станом на 2002 рік):
- росіяни — 98 %